# Extensión simple
En la teoría de cuerpos (una rama del álgebra), una extensión simple es una extensión de cuerpos {\displaystyle L:K} de manera que L está generado por un solo elemento, al cual se lo denomina elemento primitivo. Dicho de otro modo,  un elemento primitivo de una extensión de cuerpos L/K es un elemento ζ de L tal que 
L = K(ζ),
o en otras palabras, L está generado por ζ sobre K. Esto significa que todo elemento de L puede ser escrito como cociente de dos polinomios en ζ con coeficientes en K.
Si la extensión L/K es simple (es decir, si admite un elemento primitivo), entonces L puede ser una extensión finita de K (caso en el que ζ es un elemento algebraico de L sobre K), o en cambio L es isomorfo al cuerpo de funciones racionales sobre K en una indeterminada (en este caso ζ es un elemento trascendente de L sobre K).

## Construcción
Sean {\displaystyle L} y {\displaystyle K} dos cuerpos de manera que {\displaystyle L} es extensión de {\displaystyle K}. Se define la extensión generada por {\displaystyle \alpha } sobre {\displaystyle K} como el conjunto 
{\displaystyle K(\alpha ):=\{{\tfrac {f(\alpha )}{g(\alpha )}}:f,g\in K[x],g(\alpha )\neq 0\}}.
Así {\displaystyle K(\alpha )} es exactamente el conjunto de los valores que se obtienen al evaluar en {\displaystyle \alpha } todas las funciones racionales definidas en {\displaystyle K}.

### Propiedades
- {\displaystyle K(\alpha )} es un subconjunto de {\displaystyle L}:

Todo elemento de {\displaystyle K[x]} está también en {\displaystyle L[x]}, y como {\displaystyle \alpha \in L}, si {\displaystyle f\in K[x]} entonces {\displaystyle f(\alpha )\in L}. Si {\displaystyle g\in K[x]} entonces es {\displaystyle g(\alpha )\in L}, y si {\displaystyle g(\alpha )\neq 0}, existe {\displaystyle g(\alpha )^{-1}\in L}. Así pues, {\displaystyle {\frac {f(\alpha )}{g(\alpha )}}:=f(\alpha )\cdot g(\alpha )^{-1}\in L} y es {\displaystyle K(\alpha )\subset L}.
- De hecho, {\displaystyle K(\alpha )} es subcuerpo de {\displaystyle L}.

Definimos las operaciones suma y producto en {\displaystyle K(\alpha )} como las restricciones a {\displaystyle K(\alpha )} de las operaciones del cuerpo de cocientes de {\displaystyle L}, i.e., si {\displaystyle {\frac {f(\alpha )}{g(\alpha )}},{\frac {p(\alpha )}{q(\alpha )}}\in K(\alpha )} , entonces:
{\displaystyle \mathrm {i} )\quad {\frac {f(\alpha )}{g(\alpha )}}+{\frac {p(\alpha )}{q(\alpha )}}:={\frac {f(\alpha )q(\alpha )+p(\alpha )g(\alpha )}{g(\alpha )q(\alpha )}}}
{\displaystyle \mathrm {ii} )\quad {\frac {f(\alpha )}{g(\alpha )}}\cdot {\frac {p(\alpha )}{q(\alpha )}}:={\frac {f(\alpha )\cdot p(\alpha )}{g(\alpha )q(\alpha )}}}.
Por ser {\displaystyle K[x]} un anillo y {\displaystyle L} un cuerpo, es sencillo demostrar que la suma y el producto así definidos en {\displaystyle K(\alpha )} son operaciones internas en {\displaystyle K(\alpha )}.
Como {\displaystyle L} es cuerpo, en particular es dominio de integridad, y por la Propiedad Universal del Cuerpo de Cocientes de un Dominio Íntegro, el cuerpo de cocientes de {\displaystyle L} es {\displaystyle Q(L)=L} (el menor cuerpo que contiene a {\displaystyle L} es el propio {\displaystyle L}). Así se demuestra que {\displaystyle K(\alpha )}, con las operaciones así definidas, es subcuerpo de {\displaystyle L}.
- {\displaystyle K} es un subconjunto de {\displaystyle K(\alpha )}

Para comprobar que {\displaystyle K\subset K(\alpha )}, basta con tomar el cociente {\displaystyle {\frac {a(\alpha )}{1(\alpha )}}={\frac {a}{1}}=a} para cada {\displaystyle a\in K} (donde identificamos {\displaystyle a\in K} con el polinomio constante {\displaystyle a(x)=a\in K[x]}). Además, como las operaciones en {\displaystyle L} son las extensiones de las operaciones en {\displaystyle K}, es inmediato que {\displaystyle K} es subcuerpo de {\displaystyle K(\alpha )}.
Tomando el polinomio {\displaystyle x\in K[x]}, entonces es {\displaystyle \alpha ={\frac {\alpha }{1}}={\frac {x(\alpha )}{1(\alpha )}}}, luego {\displaystyle \alpha \in K(\alpha )}.
Todo esto demuestra que {\displaystyle K(\alpha )} es una extensión de {\displaystyle K} y subcuerpo de {\displaystyle L}.
- Finalmente, {\displaystyle K(\alpha )} es la menor extensión de {\displaystyle K} que contiene a {\displaystyle \alpha }:

Sea ahora una extensión {\displaystyle E} de {\displaystyle K} de forma que {\displaystyle \alpha \in E}. Como {\displaystyle K(\alpha ):=\{{\frac {f(\alpha )}{g(\alpha )}}:f,g\in K[x],g(\alpha )\neq 0\}} y {\displaystyle K\subset E}, si {\displaystyle f,g\in K[x]}, entonces {\displaystyle f,g\in E[x]}, y como {\displaystyle \alpha \in E}, entonces {\displaystyle f(\alpha ),g(\alpha )\in E}. Por último, como {\displaystyle E} es cuerpo, si {\displaystyle g(\alpha )\neq 0}, entonces existe {\displaystyle g(\alpha )^{-1}\in E} y {\displaystyle {\frac {f(\alpha )}{g(\alpha )}}\in E}, luego {\displaystyle K(\alpha )\subset E}.
Queda entonces demostrado que {\displaystyle K(\alpha )} es la menor extensión de {\displaystyle K} que contiene a {\displaystyle \alpha }. A este proceso se le denomina a veces adjunción de un elemento {\displaystyle \alpha } a un cuerpo {\displaystyle K}.

### Observaciones
Una extensión simple {\displaystyle K(\alpha ):K} puede ser algebraica o trascendente, dependiendo de si {\displaystyle \alpha } es un elemento algebraico o trascendente sobre {\displaystyle K}. Si {\displaystyle \alpha } es trascendente, entonces el grado {\displaystyle [K(\alpha ):K]} de la extensión es infinito. Si {\displaystyle \alpha } es algebraico, entonces el grado {\displaystyle [K(\alpha ):K]} de la extensión es finito. En concreto, {\displaystyle [K(\alpha ):K]=\deg(m_{\alpha }^{k})}, siendo {\displaystyle m_{\alpha }^{K}} el polinomio mónico irreducible de {\displaystyle \alpha } sobre {\displaystyle K}. Se deduce que toda extensión simple que sea algebraica es de grado finito.
Recíprocamente, si la extensión L/K admite un elemento primitivo, entonces L puede ser una extensión finita de K, caso en el que ζ es un elemento algebraico de L sobre K, o en cambio L es isomorfo al cuerpo de funciones racionales sobre K en una indeterminada, en este caso ζ es un elemento trascendente de L sobre K.

## Teorema del elemento primitivo
El teorema del elemento primitivo responde a la pregunta de qué extensiones finitas de cuerpos tienen elementos primitivos, es decir, son simples. Por ejemplo, no es obvio que si se junta al cuerpo Q de números racionales las raíces de los siguientes polinomios
X2 − 2
y 
X2 − 3,
llamadas α y β respectivamente, para obtener un cuerpo K = Q(α, β) de grado 4 sobre Q, donde K es Q(γ) para un elemento primitivo γ. De hecho, se puede ver que 
γ = α + β
Las potencias de γi para 0 ≤ i ≤ 3 pueden ser expresadas como combinación lineal de 1, α, β y αβ a coeficientes enteros. Tomando dichas igualdades como un sistema lineal de ecuaciones, se puede resolver para α y β sobre Q(γ), la cual cosa implica que dicha elección de γ es en realidad un elemento primitivo en este ejemplo.

### Enunciado
En general, el teorema del elemento primitivo se enuncia de la siguiente forma:
| La extensión de cuerpo L/K es finita y tiene un elemento primitivo si y solo si hay un número finito de subextensiones de cuerpos F con K ⊆ F ⊆ L. |

### Consecuencias
Un importante corolario de dicho teorema afirma:
| Toda extensión separable finita L/K tiene un elemento primitivo. |

Dicho corolario es aplicable al ejemplo expuesto más arriba (y a muchos similares), ya que Q tiene característica 0 por lo que toda extensión finita sobre Q es separable.
Para extensiones inseparables (o no separables), se puede afirmar lo siguiente:
| Si el grado de la extensión [L:K] es un número primo, entonces L/K tiene un elemento primitivo. |

Si el grado de la extensión no es un número primo y la extensión no es separable, se pueden encontrar contraejemplos. Por ejemplo, si K es Fp(T,U), el cuerpo de las funciones racionales con dos indeterminadas T y U sobre el cuerpo finito con p elementos, y L se obtiene a partir de K adjuntando una raíz pesima de T, y de U, entonces no existe ningún elemento primitivo de L sobre K. De hecho se puede ver que para cualquier α en L, el elemento αp pertenece a K. Además tenemos que [L:K] = p2 pero no existen elementos de L con grado p2 sobre K, como un elemento primitivo debería tener.